# 475 Ocllo
475 Ocllo је Марсов тројански астероид чија средња удаљеност од Сунца износи 2,590 астрономских јединица (АЈ).
Апсолутна магнитуда астероида је 11,88 а геометријски албедо 0,072.